# سال نو مبارک (فیلم ۲۰۰۸)
سال نو مبارک (به انگلیسی: Happy New Year) یک فیلم سینمایی سوئیسی در ژانر درام محصول سال ۲۰۰۸ میلادی به کارگردانی کریستوف شواب است.
این فیلم به سی و یکمین جشنواره بین‌المللی فیلم مسکو نیز وارد شد. 